# Minxo
El minxo és una pasta feta de farina de dacsa o de blat mesclada amb aigua i oli. Hi ha diferents maneres de cuinar-lo: al forn o a la paleta, i també varien els ingredients amb què s'acompanya segons la zona. En alguns llocs, al minxo se li diu "bollo". És semblant a la coca de dacsa de la Safor, però en el minxo es cuina juntament la pasta i la farcidura.
El minxo fet al forn té dues modalitats. El farcit i el destapat. El minxo farcit és una coqueta de dues tapes que es pot farcir de tomaca, ous, ceba, tonyina o gambes, amb moltes combinacions possibles. El minxo destapat al forn és típic de Callosa d'en Sarrià i la Vall de Guadalest. La pasta es fa molt fina i allargada i es deixen caure els ingredients per damunt. Porta embotit, tomaca en salmorra, sardines i pebrera, i es menja amb les mans, arrancant bocins de la pasta cuita al forn.
El minxo a la paleta es fa damunt d'unes planxes de ferro i mànec llarg anomenades paletes. Normalment es col·loquen espinacs, bledes i molletes de tonyina de sorra o melva enmig de dues coquetes. El conjunt es cou a la paleta, i el resultat és una coca redona farcida.